# Ameivula pyrrhogularis
Espèce
Synonymes
- Cnemidophorus pyrrhogularis Basto Da Silva & Ávila-Pires, 2013

Ameivula pyrrhogularis est une espèce de sauriens de la famille des Teiidae.

## Répartition
Cette espèce est endémique du Piauí au Brésil.

## Publication originale
- Basto Da Silva & Ávila-Pires, 2013 : The genus Cnemidophorus (Squamata: Teiidae) in State of Piauí, northeastern Brazil, with description of a new species. Zootaxa no 3681 (4), p. 455–477.